# Lhotshampas
Les Lhotshampas ou Lhotsampas (népalais : ल्होत्साम्पा ; tibétain : ལྷོ་མཚམས་པ་, Wylie : lho-mtshams-pa, littéralement « les gens du Sud ») sont une minorité bhoutanaise d'origine népalaise arrivée au XIXe siècle, hindouiste, dans un pays pratiquant la branche tibétaine du bouddhisme vajrayana[réf. nécessaire].

## Histoire
Cette population, qui parle le népalais, car ses ancêtres sont arrivés au Bhoutan au XIXe siècle du Népal voisin, vit principalement de l'agriculture sédentaire.
Environ 108 000 d'entre eux (plus d'un dixième de la population bhoutanaise) ont été chassés par la politique d'épuration – Une nation, un peuple – des années 1980 et 1990 du roi du Bhoutan (Jigme Singye Wangchuck) et vivent dans des camps de réfugiés au Népal. Ils ne peuvent retourner chez eux depuis. 
Les Lhotshampas restés au Bhoutan sont victimes de nombreuses discriminations. Le gouvernement bhoutanais ne les considère pas comme des citoyens bhoutanais et  les prive de leur droit de vote.
Toutefois, pour Françoise Pommaret, directeur de recherche spécialiste du Bhoutan, si certains expulsés le furent de façon illégitime, la  majorité d'entre eux n'étaient pas originaires du Bhoutan, où ils sont arrivés ces dernières décennies, à la recherche de terres et de services sociaux inexistants au Népal. La plupart refusaient de parler le dzongkha, langue nationale du Bhoutan, et au nom de leur tradition de castes, méprisaient les autres communautés, ce qui était mal perçu par les ethnies bouddhistes. Contestant les chiffres, les autorités bhoutanaises affirment que nombre de réfugiés ayant rejoint les camps viennent non pas du Bhoutan, mais de l'Inde ou du Népal, pour bénéficier de l'aide internationale. 

### Sources
- Marie  Perruchet, « 100 000 réfugiés bhoutanais attendent de rentrer chez eux depuis quinze ans », sur Radio France internationale, 8 juin 2005
- Jennifer Pagonis, « L'interminable attente des réfugiés bhoutanais au Népal », sur Haut Commissariat des Nations unies pour les réfugiés (UNHCR), 14 juillet 2005